# Мемориал Марко Пантани
Мемориал Марко Пантани (итал. Memorial Marco Pantani) — шоссейная однодневная велогонка, с 2004 года проводящаяся в сентябре по дорогам итальянского региона Эмилия-Романья. Посвящена памяти известного итальянского велогонщика Марко Пантани. Является одной из гонок Велошоссейного кубка Италии.

## История
В 2004 году, спустя несколько месяцев после смерти Марко Пантани, во время прохождения этапа Джиро д'Италия в Чезене, появилась идея создать гонку, предназначенную для профессиональных велосипедистов и посвящённую великому спортсмену Романьи. Основателями соревнования выступили председатель Panathlon Cesena Диониджио Диниджо, мэр Чезены Джордано Конти и предприниматель Пино Буда. Организатором гонки стала компания Panathlon Cesena, которая поручила техническое руководство гонкой группе Sportivo Emilia.
Впервые гонка состоялась 5 июня 2004 году и первые два её выпуска прошли в формате критериума на дистанциях 60 км и 76 км соответственно. С 2006 года гонка становится однодневной и входит в календарь Европейского тура UCI под категорией 1.2, повысив её на следующий год до 1.1. В 2010 году время проведения гонки переносят с июня на сентябрь-октябрь.
В 2007 и 2008 годах официальное название однодневки было изменено на  Мемориал Марко Пантани-Меркатоне Уно Трофи (итал. Memorial Marco Pantani-Trofeo Mercatone Uno), в честь велокоманды Mercatone Uno, за которую Пантани выступал несколько лет.
Маршрут гонки начинается в Чезенатико — родном городе Марко Пантани, и следует к Чезене, где он родился, проходя через несколько сложных подъёмов, таких как Muro di Sorrivoli, Salita dei Gessi и Madonna del Monte.
В 2013 году гонка объединилась с гонкой Джиро ди Романья, также проходившейся в этом же регионе, и получила название Мемориал Марко Пантани-Джиро ди Романья (итал. Memorial Marco Pantani-Giro della Romagna).
Помимо соревнований среди элиты, велогонка также проводится среди мужчин в возрасте до 23-х лет (андеров).
Джильберто Симони, выиграв гонку в 2005 году, отдал дань памяти Пантано, сказав:

Эта гонка, после посещения кладбища и визита к его родителям, заставила меня задуматься. Мы с Марко никогда не были друзьями, мы были соперниками. 15 лет назад мы выступали в качестве любителей, и когда мы стали профессионалами, он добился выдающихся результатов, а я этого сделать не смог. Могу сказать, что я завидовал, и, возможно, именно из-за этого, мы так и не стали друзьями. Быть здесь и победить на этой гонке очень важно для меня. Я хочу отдать должное Марко. Сегодня я выиграл для него.
Оригинальный текст (англ.)This race, paying our respects at the cemetery, the visit to Pantani's parents, have made me reflect a lot. Marco and I were never friends, we were rivals. 15 years ago we duelled as amateurs, and when we turned pro, he obtained important results and I did not. I can say that I was jealous and perhaps it was because of this that we never became friends. To be here and to win this race has a great importance for me. I want to remember Marco in a proper manner. Today, I won for him.

## Призёры
| Год  | Победитель        | Второй             | Третий              |          |
| ---- | ----------------- | ------------------ | ------------------- | -------- |
| 2004 | Дамиано Кунего    | Франко Пеллицотти  | Лука Маззанти       |          |
| 2005 | Джильберто Симони | Лука Маззанти      | Эмануэль Селла      |          |
| 2006 | Даниэле Беннати   | Лука Маззанти      | Руслан Подгорный    |          |
| 2007 | Франко Пеллицотти | Лука Маззанти      | Паскуале Муто       |          |
| 2008 | Энрико Росси      | Дамиано Кунего     | Руслан Подгорный    |          |
| 2009 | Роберто Феррари   | Джованни Висконти  | Валерио Аньоли      |          |
| 2010 | Элиа Вивиани      | Хосе Серпа         | Мануэль Беллетти    |          |
| 2011 | Фабио Таборре     | Давиде Ребеллин    | Дэниэл Мартин       |          |
| 2012 | Фабио Феллине     | Элиа Вивиани       | Джованни Висконти   |          |
| 2013 | Саша Модоло       | Энрико Росси       | Андреа Пичеле       |          |
| 2014 | Сонни Кольбрелли  | Грега Боле         | Фабио Кинелло       |          |
| 2015 | Диего Улисси      | Джованни Висконти  | Винченцо Нибали     |          |
| 2016 | Франческо Гавацци | Маттео Бузато      | Паоло Тото          |          |
| 2017 | Марко Зампарелла  | Диего Улисси       | Эган Берналь        |          |
| 2018 | Давиде Баллерини  | Давид Годю         | Франческо Гавацци   |          |
| 2019 | Алексей Луценко   | Диего Роза         | Гийом Мартен        |          |
| 2020 | Фабио Феллине     | Итан Хейтер        | Александр Рябушенко |          |
| 2021 | Сонни Кольбрелли  | Винченцо Альбанезе | Алекс Аранбуру      |          |
| 2022 | отменено          | отменено           | отменено            | отменено |
| 2023 | Алексей Луценко   | Марк Хирши         | Павел Сиваков       |          |
| 2024 | Марк Хирши        | Лоренцо Милеси     | Винченцо Альбанезе  |          |
| 2025 |                   |                    |                     |          |